# シンコウウインディ
シンコウウインディ（欧字名:Shinko Windy、1993年4月14日 - 2023年9月27日）は日本の競走馬、種牡馬。
1997年のフェブラリーステークス（GI）優勝馬である。かみつき馬と呼ばれた。その他の勝ち鞍に1996年のユニコーンステークス（GIII）、1997年の平安ステークス（GIII）。中央競馬におけるダートの先駆者的存在である。主戦騎手は岡部幸雄。

## 生い立ち
1993年4月14日、ローズコマンダーの12頭目の産駒として誕生。父は新種牡馬のデュラブ。配合については「たまたまデュラブのシンジケートの会員だったから」とのことで深い意図はなかったという。生まれたころから脚長の好馬体だったが、いたずら好きでよく人に噛みつくという気性だった。
牧場で大過なく成長したあと、1994年6月に2歳馬のセリ市に出される。丈夫そうな馬体が評価され、調教師の田中清隆の勧めを受けた安田修によって890万円で落札された。
馬名もシンコウウインディと決まり、ノーザンファームに育成に出されることとなった。ここでじっくり乗り込まれたあと、3歳の11月に田中厩舎に入厩。調教でもまずまずの動きを見せ、中堅クラスにはなれると見込まれていた。

## 戦績

### 4歳
1996年1月、中山競馬場のダート1800メートルの新馬戦でデビュー。岡部幸雄を背に先行抜け出しの競馬で快勝した。このあとは芝のレースを3戦使われるも勝ちきれないレースが続く。その次に出走した中山のダートの500万下特別戦を初戦と同じく岡部騎乗で快勝した。ダート適性に確信がついたことから以降はダート戦のみ使われることとなる。
夏は休養に充て、秋初戦となったのは900万下条件戦の館山特別。道中は中団から進み、直線で抜け出したものの、内のダイワオーシャンを噛みつきに行き失速。同馬にクビ差の2着に敗れた。他馬を噛みつきに行って敗れるというのはまさに珍事で、シンコウウインディの名は一躍全国区となり、多数のファンを獲得した。
次走は、当時の4歳ダート三冠路線の1戦目と位置づけられたユニコーンステークス。2戦目以降につなげるためにも、2着以内に入って賞金を積み重ねることを狙いとしていた。
レースはバトルラインから大きく離された2位に入線という結果だったが、同馬の降着により繰り上がりで重賞初制覇を達成した。しかし、二冠を狙った大井のスーパーダートダービーは、逃げるサンライフテイオーにまたも噛みつきに行ったため、スピードが鈍り1馬身届かず2着。続く三冠最終戦、盛岡のダービーグランプリでは1番人気に推されるも、勝ったイシノサンデーから5馬身半差と大きく離れた3着に終わる。この当時は、長距離輸送で食欲が落ちるなど神経質な体質だったことも影響していた。

### 5歳
明けて1997年の初戦は、京都競馬場に遠征しての平安ステークス。鞍上は四位洋文に乗り替わっていた。このレースからブリンカーを着用したことで、レースにも集中できるようになった。スタートで少し出遅れたが、直線で外から猛然と追い込み、内で粘るトーヨーシアトルと並んでゴール。結果は1着同着だったものの、体質や気性面に進境を見せ、この年からGIに昇格したフェブラリーステークスに臨んだ。単勝1番人気から4番人気までを同世代の5歳馬が占めるなか、シンコウウインディは6番人気という評価。馬場状態は不良で、泥田のような馬場だった。レースは、中団外めで折り合いを付け、第4コーナーで間隙をついて最内に入ると、粘る1番人気のストーンステッパーとの長い叩き合いとなった。「噛みつきに行くかと思った」という岡部の心配は杞憂に終わり、旺盛な闘争心はレースにのみ向けられ、激しい競り合いをクビ差制し、その勝利で初代ダート王という異名を得た。中央競馬のダートGIの最初の覇者という栄誉を手にし、この時点ではポストホクトベガのダート界を引っ張っていく存在と期待されていた。
フェブラリーステークスのあとはしばらく休養し、アンタレスステークスから始動。負担重量58.5キログラムのトップハンデを課されながら1番人気に推されたが、直線で伸びず、エムアイブランの5着に敗れる。続く帝王賞も勝ったコンサートボーイから大きく離された7着に終わった。レース後ノーザンホースパークに放牧に出されたが、脚部不安が発見されたこともあり、休養は2年の長期に及んだ。
なお、当時のJRA唯一のダートGIを制したにもかかわらず、JRA賞最優秀ダートホースには選出されなかった（同年は該当馬なし）。

### 7歳
1999年の安田記念でようやく復帰を果たしたが、ブービーの13着と大敗。このあとダートで3戦するも入着が精一杯とかつての脚は戻らず、日本テレビ盃で4着となったあとに脚部不安が再発。関係者の協議の結果、引退することが決定した。

## 競走成績
以下の内容は、netkeiba.comおよびJBISサーチに基づく。
| 競走日     | 競馬場 | 競走名         | 格      | 距離（馬場）  | 頭 数 | 枠 番 | 馬 番 | オッズ （人気） | 着順 | タイム （上り3F） | 着差 | 騎手      | 斤量 [kg] | 1着馬（2着馬）         | 馬体重 [kg] |
| ---------- | ------ | -------------- | ------- | ------------- | ----- | ----- | ----- | --------------- | ---- | ----------------- | ---- | --------- | --------- | ---------------------- | ----------- |
| 1996.01.05 | 東京   | 4歳新馬        |         | ダ1200m（良） | 15    | 3     | 4     | 005.40（3人）   | 01着 | R1:13.8（36.3）   | -0.1 | 0岡部幸雄 | 55        | （シンキイッテン）     | 500         |
| 0000.03.03 | 中京   | ふきのとう特別 | 500万下 | 芝1800m（良） | 16    | 4     | 7     | 019.70（7人）   | 04着 | R1:51.0（36.2）   | -0.4 | 0小林久晃 | 55        | ボストンエンペラー     | 500         |
| 0000.04.27 | 新潟   | こけもも賞     | 500万下 | 芝2200m（良） | 10    | 8     | 10    | 004.10（3人）   | 02着 | R2:16.7（36.7）   | -0.0 | 0橋本広喜 | 55        | ハッピーウッドマン     | 504         |
| 0000.06.09 | 東京   | ほうせんか賞   | 500万下 | 芝2000m（良） | 15    | 5     | 8     | 009.80（4人）   | 04着 | R2:01.5（36.6）   | -1.3 | 0橋本広喜 | 55        | ビッグバイアモン       | 496         |
| 0000.06.29 | 中山   | あさがお賞     | 500万下 | ダ1800m（良） | 10    | 4     | 4     | 005.60（2人）   | 01着 | R1:53.4（38.9）   | -0.6 | 0岡部幸雄 | 55        | （ヘッドライン）       | 498         |
| 0000.08.31 | 中山   | 館山特別       | 900万下 | ダ1800m（重） | 16    | 5     | 9     | 001.90（1人）   | 02着 | R1:52.2（38.4）   | -0.0 | 0田中勝春 | 55        | ダイワオーシャン       | 504         |
| 0000.09.28 | 中山   | ユニコーンS    | GIII    | ダ1800m（良） | 14    | 1     | 1     | 008.10（3人）   | 01着 | R1:52.8（38.2）   | -0.2 | 0岡部幸雄 | 56        | （シルクフェニックス） | 504         |
| 0000.11.01 | 大井   | SDダービー     | 重賞    | ダ2000m（重） | 14    | 4     | 5     | 00 - 00（3人）  | 02着 | R2:06.0           | -0.2 | 0岡部幸雄 | 57        | サンライフテイオー     | 501         |
| 0000.11.23 | 盛岡   | ダービーGP     | 重賞    | ダ2000m（良） | 12    | 1     | 1     | 00 - 00（1人）  | 03着 | R2:07.9           | -1.0 | 0田中勝春 | 56        | イシノサンデー         | 495         |
| 1997.01.06 | 京都   | 平安S          | GIII    | ダ1800m（稍） | 16    | 7     | 13    | 017.10（3人）   | 01着 | R1:49.9（36.5）   | 同着 | 0四位洋文 | 56        | トーヨーシアトル       | 496         |
| 0000.02.16 | 東京   | フェブラリーS  | GI      | ダ1600m（不） | 16    | 4     | 8     | 011.90（6人）   | 01着 | R1:36.0（36.1）   | -0.0 | 0岡部幸雄 | 56        | （ストーンステッパー） | 498         |
| 0000.05.03 | 京都   | アンタレスS    | GIII    | ダ1800m（良） | 16    | 5     | 10    | 002.90（1人）   | 05着 | R1:51.3（37.5）   | -0.6 | 0岡部幸雄 | 58.5      | エムアイブラン         | 488         |
| 0000.06.24 | 大井   | 帝王賞         | GI      | ダ2000m（良） | 12    | 6     | 8     | 00 - 00（2人）  | 07着 | R2:07.1           | -2.2 | 0岡部幸雄 | 57        | コンサートボーイ       | 486         |
| 1999.06.13 | 東京   | 安田記念       | GI      | 芝1600m（良） | 14    | 2     | 2     | 273.0（14人）   | 13着 | R1:36.7（38.0）   | -3.4 | 0後藤浩輝 | 58        | エアジハード           | 528         |
| 0000.07.04 | 阪神   | 灘S            | OP      | ダ1800m（稍） | 13    | 4     | 5     | 007.80（4人）   | 05着 | R1:50.8（36.6）   | -1.0 | 0武幸四郎 | 59        | マジックゲーム         | 520         |
| 0000.08.14 | 新潟   | 関越S          | OP      | ダ1700m（良） | 11    | 5     | 5     | 003.50（3人）   | 06着 | R1:46.1（36.7）   | -0.7 | 0菊沢隆徳 | 59        | ゲイリーマグナム       | 514         |
| 0000.09.15 | 船橋   | 日本テレビ盃   | GIII    | ダ1800m（良） | 13    | 1     | 1     | 00 - 00（4人）  | 04着 | R1:52.3（39.4）   | -0.7 | 0岡部幸雄 | 55        | スノーエンデバー       | 524         |

## 引退後
2000年より、門別町のシンコーファームで種牡馬入りした。しかし、2001年にオーナーの安田が経営する会社の経営不振のために全ての所有馬を手放し、JRAの馬主登録を抹消するという事態が起こる。種付けしても買い取りの見込みが立たないため、種付け頭数は激減。2003年以降の種付けはなく、2006年に用途変更となって2007年からは日高町のダーレー・ジャパンで試情馬（アテ馬）兼功労馬として暮らしていた。スタッフによると試情馬としては「天才的にうまい。長く、いろいろなアテ馬を見ているが、こんな馬はめったにいない」という。試情馬となってからは気性も丸くなり、往年の噛みつきも「甘噛み」程度になったという。
2023年9月27日に死亡。30歳没。訃報は翌28日に発表された。産駒は中央競馬では未勝利であり、また牝系にも残っていない。

## 血統表
| シンコウウインディの血統（ノーザンダンサー系／My Babu4×5=9.38% Nasrullah5×5=6.25%） | シンコウウインディの血統（ノーザンダンサー系／My Babu4×5=9.38% Nasrullah5×5=6.25%） | シンコウウインディの血統（ノーザンダンサー系／My Babu4×5=9.38% Nasrullah5×5=6.25%） | （血統表の出典）         | （血統表の出典） |
| 父系                                                                                | ノーザンダンサー系                                                                  | ノーザンダンサー系                                                                  | ノーザンダンサー系       | [ § 2 ]          |
| 父 *デュラブ Doulab 1982 栗毛                                                       | 父の父Topsider 1974 鹿毛                                                            | Northern Dancer                                                                     | Nearctic                 | Nearctic         |
| 父 *デュラブ Doulab 1982 栗毛                                                       | 父の父Topsider 1974 鹿毛                                                            | Northern Dancer                                                                     | Natalma                  |                  |
| 父 *デュラブ Doulab 1982 栗毛                                                       | 父の父Topsider 1974 鹿毛                                                            | Drumtop                                                                             | Round Table              | Round Table      |
| 父 *デュラブ Doulab 1982 栗毛                                                       | 父の父Topsider 1974 鹿毛                                                            | Drumtop                                                                             | Zonah                    |                  |
| 父 *デュラブ Doulab 1982 栗毛                                                       | 父の母Passerine 1977 栗毛                                                           | Dr. Fager                                                                           | Rough'n Tumble           | Rough'n Tumble   |
| 父 *デュラブ Doulab 1982 栗毛                                                       | 父の母Passerine 1977 栗毛                                                           | Dr. Fager                                                                           | Aspidistra               |                  |
| 父 *デュラブ Doulab 1982 栗毛                                                       | 父の母Passerine 1977 栗毛                                                           | Pashamin                                                                            | My Babu                  | My Babu          |
| 父 *デュラブ Doulab 1982 栗毛                                                       | 父の母Passerine 1977 栗毛                                                           | Pashamin                                                                            | Tir an Oir               |                  |
| 母 ローズコマンダー 1976 鹿毛                                                       | 母の父*ダストコマンダー Dust Commander 1967 栗毛                                    | Bold Commander                                                                      | Bold Ruler               | Bold Ruler       |
| 母 ローズコマンダー 1976 鹿毛                                                       | 母の父*ダストコマンダー Dust Commander 1967 栗毛                                    | Bold Commander                                                                      | High Voltage             |                  |
| 母 ローズコマンダー 1976 鹿毛                                                       | 母の父*ダストコマンダー Dust Commander 1967 栗毛                                    | Dust Storm                                                                          | Windy City               | Windy City       |
| 母 ローズコマンダー 1976 鹿毛                                                       | 母の父*ダストコマンダー Dust Commander 1967 栗毛                                    | Dust Storm                                                                          | Challure                 |                  |
| 母 ローズコマンダー 1976 鹿毛                                                       | 母の母ハマヒリュウ 1972 黒鹿毛                                                      | *パーソロン Partholon                                                               | Milesian                 | Milesian         |
| 母 ローズコマンダー 1976 鹿毛                                                       | 母の母ハマヒリュウ 1972 黒鹿毛                                                      | *パーソロン Partholon                                                               | Paleo                    |                  |
| 母 ローズコマンダー 1976 鹿毛                                                       | 母の母ハマヒリュウ 1972 黒鹿毛                                                      | ディックミドリ                                                                      | トサミドリ               | トサミドリ       |
| 母 ローズコマンダー 1976 鹿毛                                                       | 母の母ハマヒリュウ 1972 黒鹿毛                                                      | ディックミドリ                                                                      | タカフレーム F-No.7-e    |                  |
| 母系(F-No.)                                                                         | 7号族(FN:7-e)                                                                       | 7号族(FN:7-e)                                                                       | 7号族(FN:7-e)            | [ § 3 ]          |
| 5代内の近親交配                                                                     | My Babu4×5、Nasrullah5×5                                                            | My Babu4×5、Nasrullah5×5                                                            | My Babu4×5、Nasrullah5×5 | [ § 4 ]          |
| 出典                                                                                | 1. 2. 3. 4.                                                                         | 1. 2. 3. 4.                                                                         | 1. 2. 3. 4.              | 1. 2. 3. 4.      |